# Cololejeunea zangii
Cololejeunea zangii là một loài Rêu trong họ Lejeuneaceae. Loài này được R.L. Zhu & M. L. So mô tả khoa học đầu tiên năm 1999.